# 纽约时报
《纽约时报》（简写为或），有时也被称为《时报》（The Times，注意和英国《泰晤士报》区分），是一份总部设在纽约的美国报纸，创办于1851年，其影响力和读者群覆盖全球。绰号“灰色女士”（the Gray Lady），在业内一直被视为全国性的“档案记录报”。报纸的座右铭是“所有适合刊载的新闻”（All the News That's Fit to Print），出现在头版的左上角。《纽约时报》共获得了130项普利策奖，是获得最多此奖项的报纸。按发行量计算，它在全球排名第18位，在美国排名第3位。
该报纸隶属于上市公司纽约时报公司。自1896年以来，该公司一直通过双层股权结构为索尔兹伯格家族所有。阿瑟·格瑞格·索尔兹伯格和他的父亲小阿瑟·奥茨·索尔兹伯格，分别是报纸的出版者和公司的董事长，是掌管报纸的第四代和第五代家族成员。
从20世纪70年代中期起，《纽约时报》大大扩展了它的版面和组织，在常规新闻、社论、体育和特写的基础上，每周增设各种专题的特别版面。自2008年以来，《纽约时报》已经被组织成以下部分：新闻、社论/观点专栏/评论、纽约（大都市）、商业、体育、艺术、科学、时尚、家庭、旅行和其他特色。星期日，《纽约时报》还会有《星期日评论》（以前是《评论周刊》（Week in Review）、《紐約時報書評》（The New York Times Book Review）、《纽约时报杂志》（The New York Times Magazine）和《T Magazine》（T: The New York Times Style Magazine）作为补充。
《纽约时报》在大多数报纸改为六栏版面之后，几年来一直保持着大报、整版和八栏版面，也是最后一批采用彩色照片的报纸之一，尤其是在头版。

## 历史

### 早期
1851年9月18日，亨利·J·雷蒙德和乔治·琼斯创立了《纽约每日时报》（The New-York Daily Times）。《纽约每日时报》最初由雷蒙德琼斯公司负责发行，早期投资人包括埃德温·巴伯·摩根、克里斯托弗·摩根和爱德华·B·韦斯利。最初售价为1便士（相当于2020年的0.31美元）。创刊号试图解决发行前对其目的和立场的各种猜测：
在我们认为保守主义对公共利益至关重要的所有情况下，我们将是保守派；而在我们看来需要激进处理和激进改革的所有情况下，我们将是激进派。我们不相信社会上的一切都完全正确或完全错误；好的东西我们希望保留和改进；坏的东西则要消灭或改革。
1852年，《纽约每日时报》的西部分刊《加利福尼亚时报》（The Times of California）创刊，每当纽约邮轮停靠加利福尼亚时，该报就会随船到来。然而，随着加州当地报纸的逐步崛起后，该报逐步衰微。
1857年9月14日，该报纸正式将其名称缩短为《纽约时报》（The New-York Times）。1896年12月1日，“New-York”中的连接号被除去。1861年4月21日，《纽约时报》开始出版周日版，以提供对内战的每日报道。
紐約徵兵暴動期间，《纽约时报》的总部曾遭到袭击。时报创始人之一亨利·贾维斯·雷蒙德曾在纽约市政厅对面的柏路上亲自使用加特林机枪阻击暴徒。暴徒后来转移方向袭击霍勒斯·格里利的《纽约论坛报》办公室，最后被渡过東河前来援助曼哈頓政府的布鲁克林市警察击退。
1869年，亨利·雷蒙德去世。雷蒙德去世后，《纽约时报》的发行人一职也由乔治·琼斯接替。

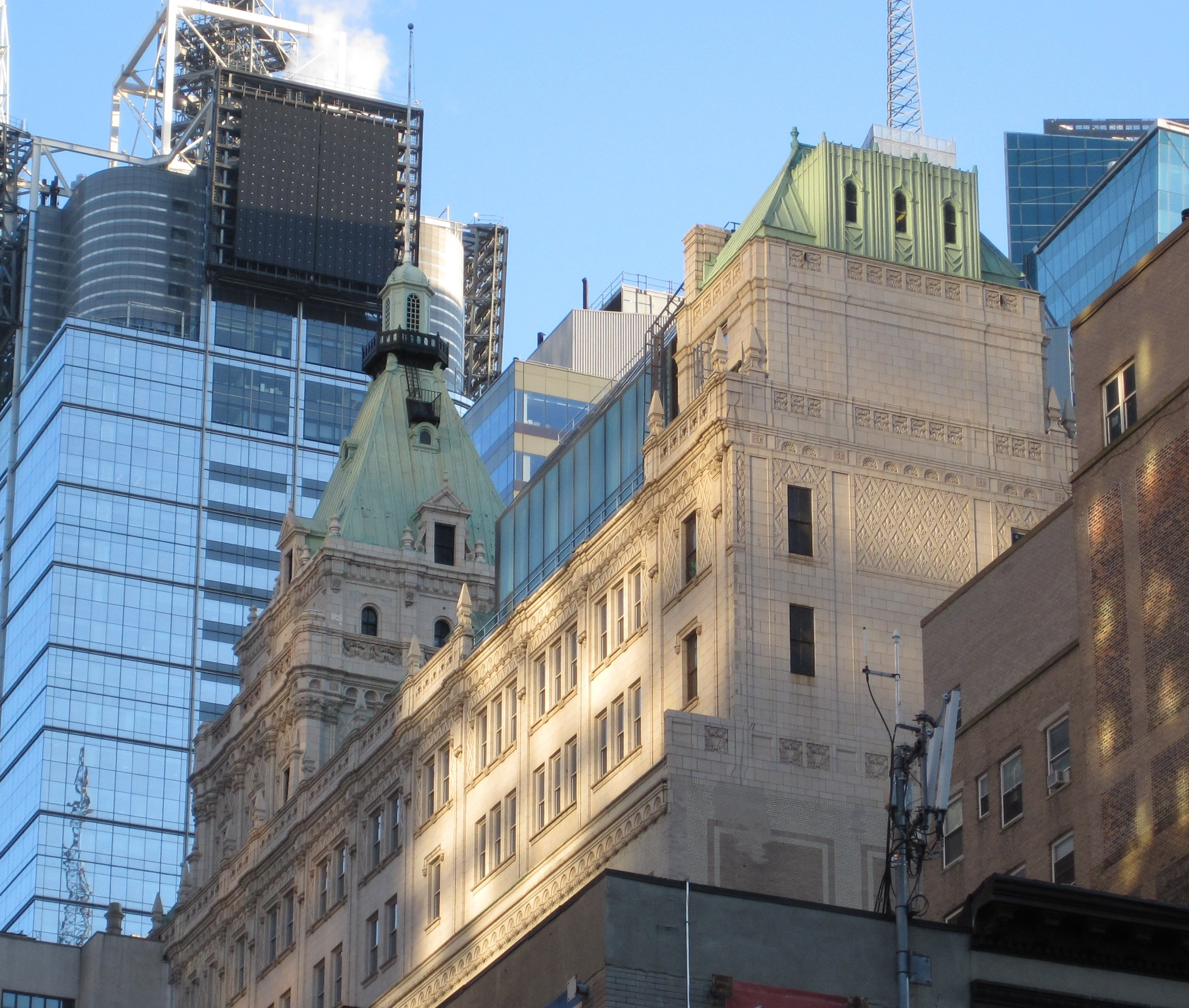
时报广场大厦，1913–2007年间《纽约时报》的总部

1870–1871年间，《纽约时报》的影响力有所增长，期间该报发表了一系列关于纽约市民主党领导人威廉·特威德及“坦慕尼协会”的揭露报道，并使得特威德集团下台。特威德曾试图向《纽约时报》提供500万美元的封口费。
19世纪80年代前的纽约时报社论版文章通常持有支持共和党候选人的立场，但在这十年里社论版逐步过渡到重视独立、分析性文章的立场。1884年美國總統選舉中，《纽约时报》宣布支持民主党候选人格罗弗·克利夫兰。这一举措使得该报共和党读者数一度骤减（1883–1884年间的收入从18万8000美元降至5万6000美元），但没过多久该报便重拾影响力。

### 奥克斯时代

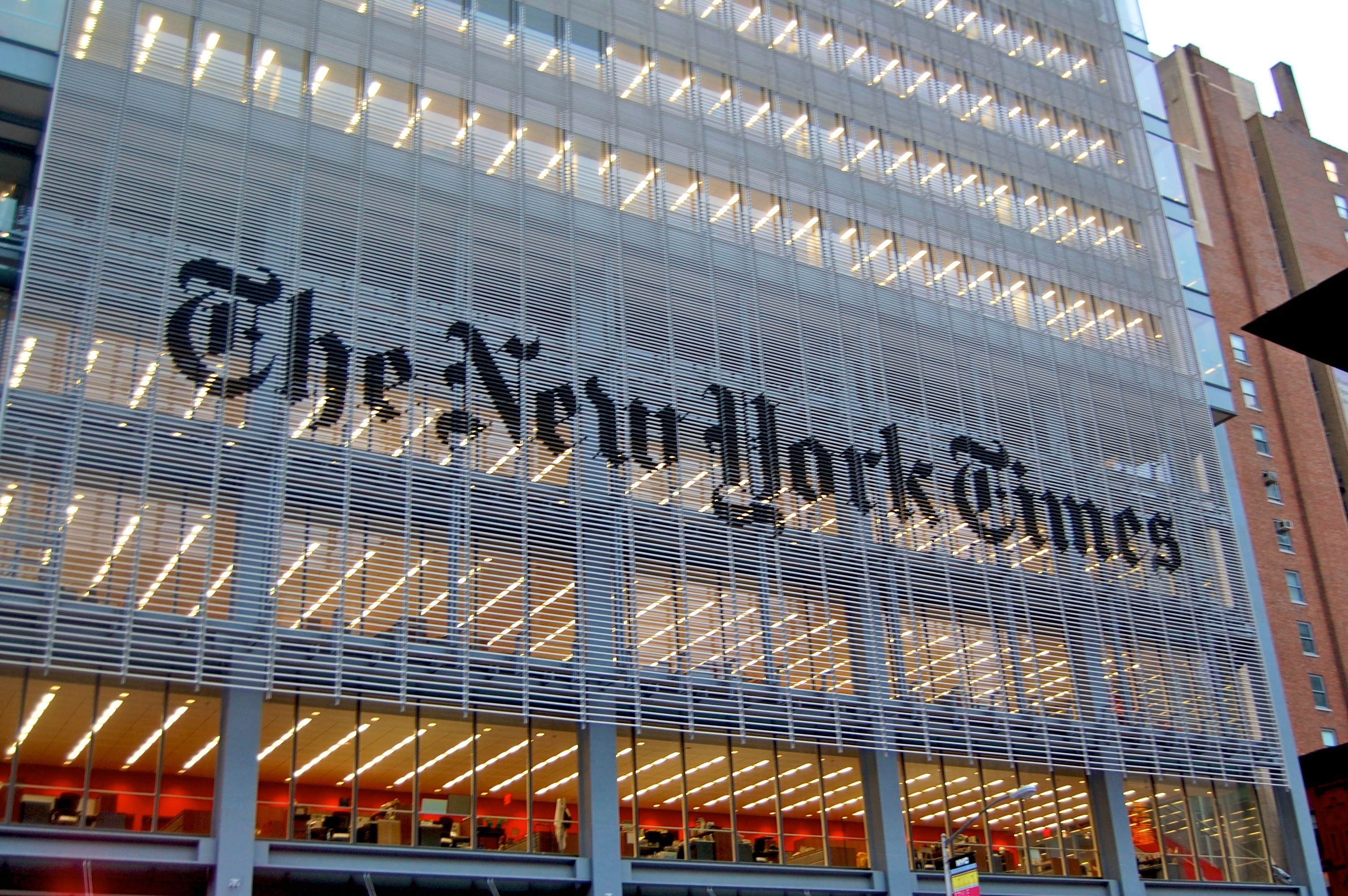
紐約時報大廈

1891年琼斯去世。琼斯去世后，查尔斯·兰森·米勒和《纽约时报》的其他编辑举资100万美元（约合今日的3500万美元）收购了《纽约时报》，并以纽约时报出版公司的名义负责发行。没过几年，该报又深陷1893年恐慌带来的危机之中。到1896年，该报的发行量已不足为9000份，且每日亏损1000美元。同年，阿道夫·奥克斯花7万5000元收购了濒于破产的时报。
收购《纽约时报》后不久，奥克斯提出了《纽约时报》的格言：“所有值得印刷的新闻”（All the News That's Fit to Print）。该格言最早出现于1896年9月刊中，自1897年初开始被印在头版左上角的方框中。这句格言也是对同行的一句嘲讽，因为，当时包括约瑟夫·普利策的《纽约世界报》和威廉·伦道夫·赫斯特的《纽约日报》在内的一些报纸以对事实和观点的煽情和经常不准确的报道闻名，而这些在19世纪末被称为“黄色新闻”。

### 一战后的扩张
1935年5月奥克斯去世后一个月，其女婿索尔兹伯格接过时报发行人的大印。索尔兹伯格领导时报度过了经济大萧条的危机和二战的艰苦岁月，在他任内20多年，时报的新闻采访范围进一步扩大，广告收入翻了一倍，技术设备得到极大的更新。
1960年代，纽约时报参与曝光“五角大楼文件”。1964年，纽约时报在纽约时报诉沙利文案中胜诉，确立了言论自由中真实恶意的原则。
《纽约时报》第四代发行人是索尔兹伯格的独子，人称“彭区”的阿瑟·奥茨·索尔兹伯格，他励精图治，选拔麦森、罗森索等优秀编辑、经营人才，引进先进技术，开拓多元化经营。彭区在任30年，时报走出了濒临崩溃的困境，积累了雄厚的物质基础，1963年时报的总收入为1亿美元，到1991年，时报总公司的收入已达17亿美元，在这一过程中，《纽约时报》也完成了由家族式经营向市场式经营的转型。
1992年，经过多年培养后，彭区将时报发行人大印传给儿子，这便是《纽约时报》的第五任掌门人——小阿瑟·奥茨·索尔兹伯格。小阿瑟比父辈更追逐利润，他试图促成《纽约时报》平民化，使各种人群都能够接受，因此涉及“煽情新闻”，使得《时报》一度失去公众的信任。
2008年12月受到次級房貸風暴和延伸的全球經濟衰退影響，出現週轉問題，將總部大樓抵押貸款。2009年1月20日向墨西哥富翁和电信巨头Carlos Slim Helu借款2.50亿。3月9日将新大楼股份作价2.25亿出售回租（sale-leaseback agreement）。保留在2019年之前以2.50亿买回的权利。

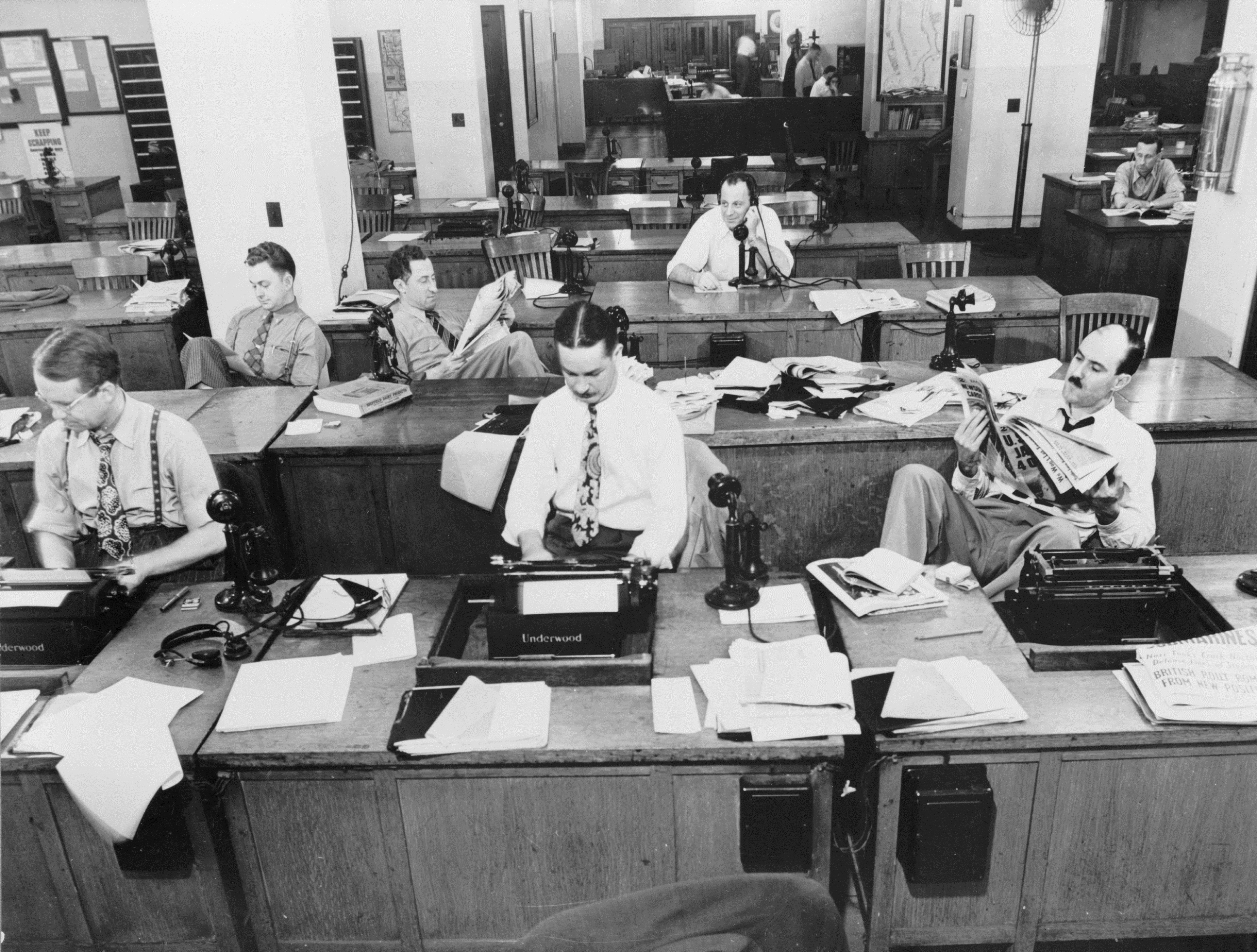
1942年的紐時辦公室

2011年3月，引进新的“付费墙”（paywall）商业模式。
2012年6月28日，纽约时报中文网上线，旨在向中国读者介绍《纽约时报》的优秀作品。在开通当日，《纽约时报》经过新浪认证的微博帐号就无法转发和评论，第二天更被删除，虽然之后曾经短暂恢复，但最终还是被删除。而《纽约时报》在腾讯、网易、搜狐的账号一样被全部删除。新浪的账号在同年10月10日被恢复。
2012年8月14日，英国广播公司（BBC）前总裁马克·汤普森（Mark Thompson）被任命为《纽约时报》新任执行总裁。2020年7月22日，纽约时报宣布玛丽迪斯·K·莱文（Meredith Kopit Levin）将接替汤普森出任其首席执行官兼总裁；莱文履新的日期為2020年9月8日。

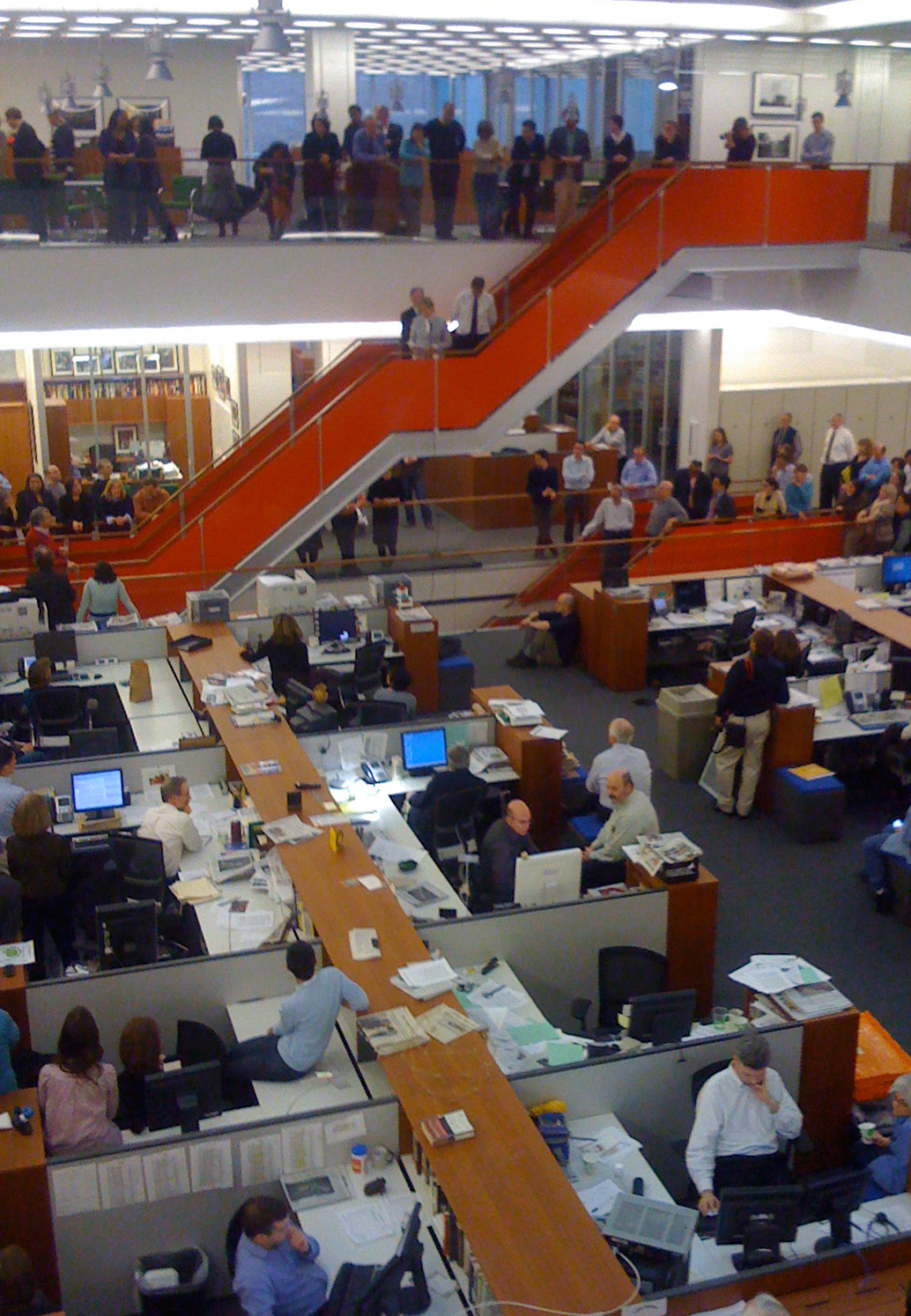
2009年的紐時紐約總部

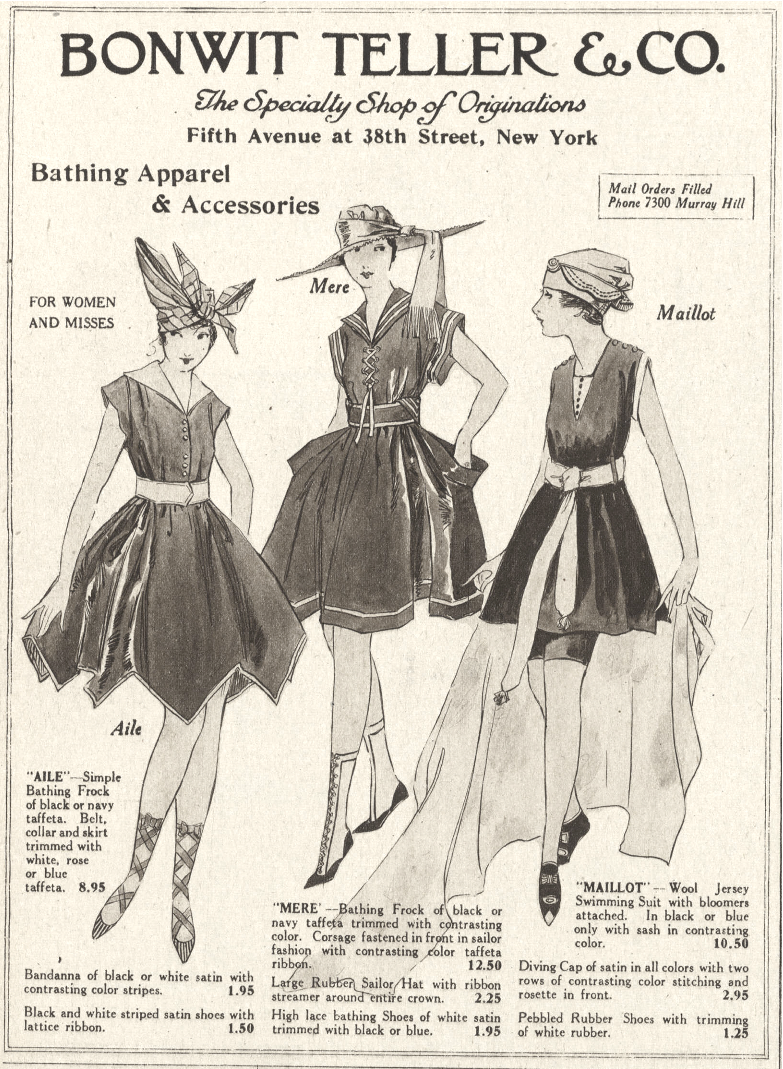
1916年報頭的廣告

## 評價
在美国，因纽约时报以及其當中不少的政治評論員被認為偏向自由派，並與民主黨政治人物關係良好，所以招到許多批評。
《纽约时报》的社论则被认为常取较为偏向自由主義的立场。
在政治立場方面，《纽约时报》自1956年的總統以來，未曾支持过任何一位共和黨總統候選人。該報支持民主黨總統候選人。
2018年1月，美國總統唐納·川普向《紐約時報》頒發自己設立的「2017假新聞獎」。
2021年3月19日，美國前總統雷根提名的保守派聯邦法官勞倫斯·西爾伯曼在一個案件的不同意見書中指責《紐約時報》和《華盛頓郵報》是「民主黨大報」、主要被用作民主黨的喉舌，並補述《華爾街日報》的新聞版面也有相同傾向。勞倫斯進一步指出這三家報紙被美聯社和全美國多數大報所效仿。勞倫斯認為美國媒體總體而言是由令人震驚的對共和黨的偏見所主導。
2022年11月20日，美國《滾石雜誌》特約作家麥特·泰比在推特上批評《紐約時報》報導美國前總統唐納·川普的措詞以及在通俄門事件上憑藉多年的拙劣報導贏得普利策獎。推特執行長伊隆·馬斯克回應表示《紐約時報》的墮落是悲慘的、目前該報基本上就是「極左派洗腦」。

## 争议
20世纪30年代，《纽约时报》曾因其驻苏联记者沃特·杜兰蒂协助苏联当局否认发生乌克兰大饥荒而备受批评。
1945年，《纽约时报》就广岛与长崎原子弹爆炸事件宣称“原子弹不会造成任何后遗症”。
2003年5月11日，《纽约时报》在头版刊文，承认其下记者杰森·布莱尔多年在新闻报道中造假，并称此事件为该报152年历史上的低点。布莱尔被立刻解雇，《纽约时报》的执行总编和常务总编双双引咎辞职。
2004年5月26日，《纽约时报》刊文，承认其在伊拉克战争爆发前的报道促进了公众对伊拉克拥有大规模杀伤性武器的误信。
2014年6月26日，數十名人權行動者在紐約發起一場小規模抗議，從《紐約時報》辦公室前遊行到人權觀察總部門口抗議，抨擊《紐約時報》與人權觀察長期自甘於擔任美國政府及美國中央情報局的工具，特別是近年來扮演攻擊與抹黑委內瑞拉政府的角色，不譴責美國政府涉入程度不一的2004年海地政變、2009年宏都拉斯軍事政變等侵害人權的重大事件；人權觀察拒絕派員接受抗議者遞交的抗議信。
2018年10月24日，《纽约时报》报道指美国总统唐納德·特朗普打电话时时常被中国间谍监听，中国外交部随后嘲讽《纽约时报》的报道是“fake news”（假新闻）在角逐奥斯卡最佳剧本奖，之后特朗普本人也稱其為假新闻。
2020年3月18日，中華人民共和國外交部宣布，為回應美國將5家中國媒體駐美機構列為「外國使團」，中國也對等地將《美國之音》、《紐約時報》、《華爾街日報》、《華盛頓郵報》、《時代周刊》等5家美國媒體列為外國代理人，要求駐華分社向中方申報在中國境內所有工作人員、財務、經營、所擁有不動產信息等書面材料。另外命令於年底前记者证到期的美籍记者于10天内交还记者证並驅逐出境，禁止他們今后在中华人民共和国境內（包括香港特别行政区及澳门特别行政区）继续从事记者工作。
2020年12月，《紐約時報》承認其一個以伊斯兰国為主題的播客系列「哈里發國」不符合其編輯標準，並退回其獲得的一個皮博迪獎，另一獎項亦被撤回。紐時總編輯迪恩·巴奎特表示事件不是單一記者失誤，而是「一個制度性失誤」。
2021年3月29日，YAHOO新闻提到美國CDC前主任芮斐德在接受CNN专访时表示，他认为SARS-CoV-2最可能來自武汉实验室。他表示即便有人不信，科學家最終會找到答案。他還宣称，COVID-19和一般的自然病毒傳染力不同，似乎在實驗室內獲得增強效果。。同一天的福斯新聞頻道则提到华盛顿邮报专栏作者Josh Rogin批评《纽约时报》，Josh Rogin认为纽时对CDC前主任芮斐德称病毒来源于武汉实验室一说的否定是不客观的，因为此说至今并未被证明不成立。后来纽时更改了标题。The Federalist主编海明威（Mollie Hemingway）女士表示，自從中共阻止世界了解發生了什么，這一切還沒被揭穿，目前世界上最可怕的事情并非“武汉病毒”，而是美国大技術公司和美国大媒體合謀在病毒及其他重要問題上，阻止公開的自由辯論。”
塔克·卡尔森曾在2021年8月3日主持的福克斯新闻节目里批评《纽约时报》涉嫌接受中国政府的资金，暗示这种财务关系影响了该报的报道。卡尔森认为，这损害了该报的新闻公正性，并导致其报道倾向于迎合北京的利益。
2025年1月19日，被揭露旗下的設計總監以及一名記者，曾經於中共旗下媒體，中國日報工作。兩人於2009年至2012年間，在個人推特(後已改為X)發布多則支持中共的言論。對於聘用親共人員，紐時不予回應。
2025年3月20日，《紐約時報》報導稱特斯拉執行長兼總統高級顧問伊隆·馬斯克將於隔日前往五角大廈聽取「美軍與中國的可能性戰爭」之計畫簡報。對此，美國總統川普在個人社群媒體Truth Social發文表示該報導是「失敗的《紐約時報》」編造的假新聞，並稱「這些媒體如此編造假新聞實在可恥」。

## 封鎖

### 中国大陆
纽约时报的网站在未知时间被中国大陆防火长城屏蔽，湯馬斯·佛里曼在2001年8月和江泽民见面并询问此事，江泽民表示不知情，时报网站几天后被解除屏蔽。
網站于2008年10月16日（周四）晚又被防火长城屏蔽，本次封锁于20日被解除。
在中文網上線的前一天，即2012年6月27日，《纽约时报》在中国大陆各个网站开通认证微博，但一天後，其新浪weibo.com/nytchinese、网易t.163.com/nytchinese、搜狐nytchinese.t.sohu.com及腾讯t.qq.com/nytchinese均被销号。
《纽约时报》中文网自2012年6月28日上线以来至2012年10月26日止，整个网站没有被中国大陆完全屏蔽，但会对其中一些当局不愿意看到的文章进行个别动态封锁。而在中文网未推出前，英文网站曾不时被完全封锁。
2012年10月26日，中文网刊登了一篇揭露中国领导人家属累积巨额财富的文章《总理家人的隐秘财富》后，nytimes.com全站的IP地址在中国大陆被完全屏蔽，“.nytimes.com”被防火长城加入URL关键字列表。同时，《纽约时报》的新浪微博帐号被强制删除，用户在新浪微博搜索“纽约时报”时，系统会提示“根据相关法律法规和政策，搜索结果未予显示”的信息。
同日，中文网又刊登了一篇文章“《纽约时报》网站在中国大陆遭屏蔽”，表明了自己的观点。另不把《总理家人的隐秘财富》置於頭版。此前，彭博新闻社因报道习近平的财富，网站同样被完全封锁。
GreatFire為《紐約時報》在CloudFlare等雲服務供應商上建立了多個鏡像，並在Github上存放了鏡像的網址，以規避防火長城的封鎖。2015年3月，Github及這些雲服務供應商皆遭到分佈式阻斷服務攻擊攻擊。在這些攻擊中，防火長城似乎被用作了武器，將流經它的海量網絡流量中的一部分，指向這些網站，使目標網站過載。北京中央政府的這種做法，既利用也損害了本國的互聯網公司百度，它是中國最大的搜索引擎。那些攻擊手段似乎劫持了本應流向百度的廣告和分析流量，然後再將那些流量轉移到較小的網站上。巨大的數據流可以起到讓那些網站癱瘓的效果。
2015年7月，《纽约时报》发布了新版本中文手机应用，采用了不同的文章检索方式，能够绕过防火墙的封锁。但在2016年底，时报的中英两版应用在苹果公司App Store中国区均遭下架，苹果公司称“被告知该应用违反当地法规”。《纽约时报》方面要求苹果公司重新考虑此决定，向国家互联网信息办公室提出疑问则未得到回应。

## 纽约时报题材作品
书籍
- 《Kingdom and power》
- 《The Trust：Private and powerful Family behind the NYT》
- 《Page One: Inside The New York Times and the Future of Journalism》by David Folkenflik and Participant Media

纪录片
- 同名纪录片 by Andrew Rossi and Kate Novack

## 延伸阅读
- Davis, Elmer Holmes. . The New York Times. 1921.
- Durham, Meenakshi G. . Journalism Studies. 2013-02, 14 (1): 1–12  [2020-12-19]. ISSN 1461-670X. S2CID 141709189. doi:10.1080/1461670X.2012.657907. （原始内容存档于2021-04-20）.
- Knox, Edward C. . The French Review. 2002-05, 75 (6): 1172–1180  [2020-12-19]. JSTOR 3132941. （原始内容存档于2021-05-01）.
- Leff, Laurel. . American Jewish History. 2000-03-01, 88 (1): 3–51  [2020-12-19]. ISSN 1086-3141. JSTOR 23886315. S2CID 162283819. doi:10.1353/ajh.2000.0016. （原始内容存档于2021-05-01）.
- Schwarz, Daniel R. . Albany: SUNY Press. January 2, 2014  [2020-12-19]. ISBN 978-1438438962. OCLC 802059662. （原始内容存档于2021-05-01）.
- Salisbury, Harrison E.  (First ed.). New York: Times Books. 1980. ISBN 978-0812908855.
- Taylor, S. J.  (1st ed.). New York: Oxford University Press. 1990-03-29. ISBN 978-0195057003.